# Torneo de Brisbane 2012
El Brisbane International 2012 fue un evento de tenis ATP 250 en su rama masculina y WTA International en la femenina. Se disputó en Brisbane (Australia), en el complejo Queensland Tennis Centre y en cancha dura al aire libre, haciendo parte de un par de eventos que hacen de antesala al Australian Open, entre el 1 y 8 de enero de 2012 en los cuadros principales masculinos y femeninos, pero la etapa de clasificación se disputó desde el 30 de diciembre.

## Campeones
- Individuales masculinos:  Andy Murray derrota a  Alexandr Dolgopolov por 6-1. 6-3.

- Individuales femeninos:  Kaia Kanepi derrota a  Daniela Hantuchova por 6-2, 6-1.

- Dobles masculinos:  Max Mirnyi /  Daniel Nestor derrotan a  Jurgen Melzer /  Philipp Petzschner por 6-1, 6-2.

- Dobles femenino:  Nuria Llagostera /  Arantxa Parra derrotan a  Raquel Kops-Jones /  Abigail Spears por 7-6(7-2), 7-6(2)(7-2).

## Cabezas de serie
A continuación se detallan los cabeza de serie de cada categoría. Los jugadores marcados en negrita están todavía en competición. Los jugadores que ya no estén en el torneo se enumeran junto con la ronda en la cual fueron eliminados.

### Cabezas de serie (individuales masculino)
| N° | Jugador             | Ronda            | Rival               | Marcador           |
| 1. | Andy Murray         | Campeón          | Alexandr Dolgopolov | 6-1 6-3            |
| 2. | Gilles Simon        | Semifinal        | Alexandr Dolgopolov | 3-6 4-6            |
| 3. | Alexandr Dolgopolov | Final            | Andy Murray         | 1-6 36             |
| 4. | Florian Mayer       | Primera ronda    | Denis Istomin       | 6-7(5-7) 3-2retiro |
| 5. | Kei Nishikori       | Segunda ronda    | Marcos Baghdatis    | 3-6 4-6            |
| 6. | Radek Štěpánek      | Cuartos de final | Alexandr Dolgopolov | 6-4 3-6 3-6        |
| 7. | Jurgen Melzer       | Primera ronda    | Philipp Petzschner  | 1-6 5-7            |
| 8. | Bernard Tomic       | Semifinal        | Andy Murray         | 3-6 2-6            |

### Cabezas de serie (individuales femenino)
| N° | Jugador                   | Ronda            | Rival               | Marcador           |
| 1. | Samantha Stosur           | Segunda ronda    | Iveta Benesova      | 4-6 2-6            |
| 2. | Andrea Petkovic           | Cuartos de final | Kaia Kanepi         | 1-6 6-7(7-9)       |
| 3. | Francesca Schiavone       | Semifinal        | Kaia Kanepi         | 3-6 0-6            |
| 4. | Serena Williams           | Cuartos de final | Daniela Hantuchova  | Retiro             |
| 5. | Kim Clijsters             | Semifinal        | Daniela Hantuchova  | 6-7(4-7) 3-1retiro |
| 6. | Jelena Jankovic           | Cuartos de final | Francesca Schiavone | 5-7 7-6(7-2) 3-6   |
| 7. | Anastasiya Pavliuchenkova | Segunda ronda    | Kaia Kanepi         | 0-6 3-6            |
| 8. | Dominika Cibulkova        | Primera ronda    | Daniela Hantuchova  | 6-3 4-6 3-6        |

## Puntos y premios
El torneo se realiza con una inversión de 474.050 dólares, de los cuales, 372.500 son entregados a los tenistas de la siguiente forma:
- Singles

| Ronda            | Puntos ATP | Premios ATP | Puntos WTA | Premios WTA |
| Campeón          | 250        | 63.800      | 280        | 37.000      |
| Finalista        | 150        | 33.600      | 200        | 19.000      |
| Semifinal        | 90         | 18.200      | 130        | 10.200      |
| Cuartos de final | 45         | 10.370      | 70         | 5.340       |
| Segunda ronda    | 20         | 6.110       | 30         | 2.950       |
| Primera ronda    | 0          | 3.620       | 1          | 1.725       |
| Clasificado      | 12         |             | 16         |             |
| Clasificación R3 | 6          | 615         | 10         | 860         |
| Clasificación R2 | 0          | 295         | 6          | 460         |
| Clasificación R1 | 0          | 0           | 1          | 265         |

- Dobles

| Ronda            | Puntos ATP | Premios ATP | Puntos WTA | Premios WTA |
| Campeón          | 250        | 20.430      | 280        | 11.000      |
| Finalista        | 150        | 10.740      | 200        | 5.750       |
| Semifinal        | 90         | 5.820       | 130        | 3.100       |
| Cuartos de final | 45         | 3.330       | 70         | 1650        |
| Primera ronda    | 0          | 1.950       | 1          | 860         |